# Julian Rauchfuß
Julian Rauchfuß (Mindelheim, 2 de septiembre de 1994) es un deportista alemán que compitió en esquí alpino. Participó en los Juegos Olímpicos de Pekín 2022, obteniendo una medalla de plata en la prueba de equipo mixto. 

## Palmarés internacional
| Juegos Olímpicos | Juegos Olímpicos | Juegos Olímpicos | Juegos Olímpicos |
| Año              | Lugar            | Medalla          | Prueba           |
| ---------------- | ---------------- | ---------------- | ---------------- |
| 2022             | Pekín (China)    | Medalla de plata | Equipo mixto     |